# Nuevo Paysandú
Nuevo Paysandú es un barrio de Paysandú ciudad capital del departamento homónimo.

## Geografía
La localidad está ubicada al norte de la ciudad de Paysandú, sobre el río Uruguay, al sur del arroyo San Francisco Grande, al oeste de la ruta 3 y sobre el camino de acceso al puente internacional Gral. José Artigas.

## Características
Es un centro suburbano dentro del área de expansión metropolitana de Paysandú, con un perfil básicamente residencial para clase media baja y con importante perfil industrial (especialmente agroindustrial).
Se desarrolló a partir de 1923 como colonia agrícola privada.
En esta zona, se encuentran instaladas tres plantas pertenecientes a la empresa estatal ANCAP. Por un lado una planta de almacenaje y entrega de combustibles, la cual abastece a los departamentos del litoral (Artigas, Salto, Paysandú y Río Negro). Por otro lado la planta de alcoholes, la cual se trata de una destilería, que se instaló en 1946 e inició su funcionamiento definitivo en 1948. En sus inicios esta planta estaba destinada a procesar maíz, y luego pasó además a procesar melazas y azúcar crudo, hasta que a partir de 1983 pasó a procesarse exclusivamente estas dos materias primas. Esta planta tiene como productos finales alcohol, agua ardientes para caña, espinillar y ron. También se prepara malta ahumado para la obtención de whisky y de malta. Los alcoholes y aguardientes producidos son enviados a Montevideo para su elaboración y añejamiento. Por último, la tercera planta es la de portland, la cual abastece no solo su área de influencia dentro de Uruguay, sino que también abastece la demanda de la mesopotamia argentina y de la zona de Río Grande do Sul en Brasil.

## Gobierno
En el año 2013 se evalúa la posibilidad de transformar a Nuevo Paysandú en un municipio.

## Población
Según el censo de 2011 la localidad contaba con 8578 habitantes.
| 2314          | 3096 | 4073 | 6183 | 7468 | 8578 |
| (Fuente: INE) |      |      |      |      |      |